# Tindingebanke
Tindingebanke er en bebyggelse der ligger i Kalundborg Kommune på Sjælland, placeret centralt i forhold til både Holbæk, Kalundborg og Slagelse. Slagelse er den den nærmeste større by, og ligger kun ca. 15 km. væk, mens Kalundborg og Holbæk ligger ca 30 km væk. Nærmeste by på Tindingebanke er Ruds Vedby som kun ligger ca 1 km væk. Udover de nævnte byer ligger der også byer med flere butikker som f.eks. Netto, Aldi mv. inden for 7 km. Her er bl.a. Dianalund og Høng

## Forretninger
Der er ingen forretninger i byen, men Ruds Vedby har både Brugs, bager, tankstation mv. Der er dog gårdbutikker mv. hvor især gårdbutikken Carlas kuffert er populær.
Der befinder sig en del forskellige virksomheder i Tindinge Banke, heriblandt tømrere og Flex4Business som er en IT virksomhed.
Tindinge banke er kun 7 km fra Høng og Dianalund, hvor der er centre og et stort udvalg af dagligvarerforretninger.
Der er også kun 15 km. til Slagelse hvor der store muligheder for shopping.

## Natur
Tindinge Banke ligger flot placeret oppe på en bakke, med marker og skov omkring, og de fleste huse har en god have eller flot naturgrund, uden at man er for langt væk fra en nabo.
Tæt på ligger også en stor skov tilhørende Kragerup Gods. I denne kan man frit færdes. Der er mulighed for gåture og for at køre mountainbike på de baner der er lavet.

## Aktiviteter
Lige ved siden af Tindinge Banke ligger Kragerup gods som altid har en masse forskellige og spændende aktiviteter. Bl.a. har de fodboldgolf, bueskydning og Go high som er en aktivitetsbane oppe i træerne. Kragerup tilbyder også alt inden for arrangementer som konferencer, bryllupper og meget mere.

## Offentlig transport
Fra Tindingebanke går der bus til Slagelse, Jyderup, Mørkøv og Svininge. Bussen kører desuden også gennem Ruds Vedby (som ligger 1 km. væk), hvor man med bus kan komme til Sorø, Næstved og Gørlev. Man kan også komme til Kalundborg men det kræver 1 skift undervejs. 
I Ruds Vedby er der også en jernbanestation. Man kan komme til bl.a. Dianalund, Høng og Slagelse med toget.

## Sport
I Ruds Vedby, som ligger i cykel- og gå afstand (ca 1 km.), er der hal og en meget aktiv idrætsforening med mange aktiviteter. Der er desuden udendørs swimmingpool som er åben i sommerhalvåret.
Idrætsforeningen har følgende tilbud:
Fodbold, håndbold, badminton, gymnastik, bordtennis, løb, zumba og motionstræning
I nærliggende byer er der desuden mange andre forskellige tilbud

## Uddannelse
Der er folkeskole i Ruds Vedby, og gode muligheder for at komme på videregående uddannelser i f.eks. Holbæk eller Slagelse. I Slagelse findes bl.a. Selandia, Erhvervsakadami Sjælland og Syddansk universitet.
Tindinge banke er kun 15 km. fra Slagelse hvor der er Erhvervsakademi Sjælland og Syddansk universitet.

## Fiber
I 2012 blev der ført lynhurtigt erhvervsfiber ud til Tindingebanke, og der arbejdes på muligheden for at der kan blive mulighed for privat fiber gennem eksempelvis Waoo
 Der er for få eller ingen kildehenvisninger i denne artikel, hvilket er et problem. Du kan hjælpe ved at angive troværdige kilder til de påstande, som fremføres i artiklen.

|  | Denne artikel om lokaliteten Tindingebanke kan blive bedre, hvis der indsættes et (bedre) billede. Du kan hjælpe ved at afsøge Wikimedia Commons for et passende billede eller lægge et op på Wikimedia Commons med en af de tilladte licenser og indsætte det i artiklen. |

55°31′23.66″N 11°21′48.56″Ø / 55.5232389°N 11.3634889°Ø